# Toast sandwich

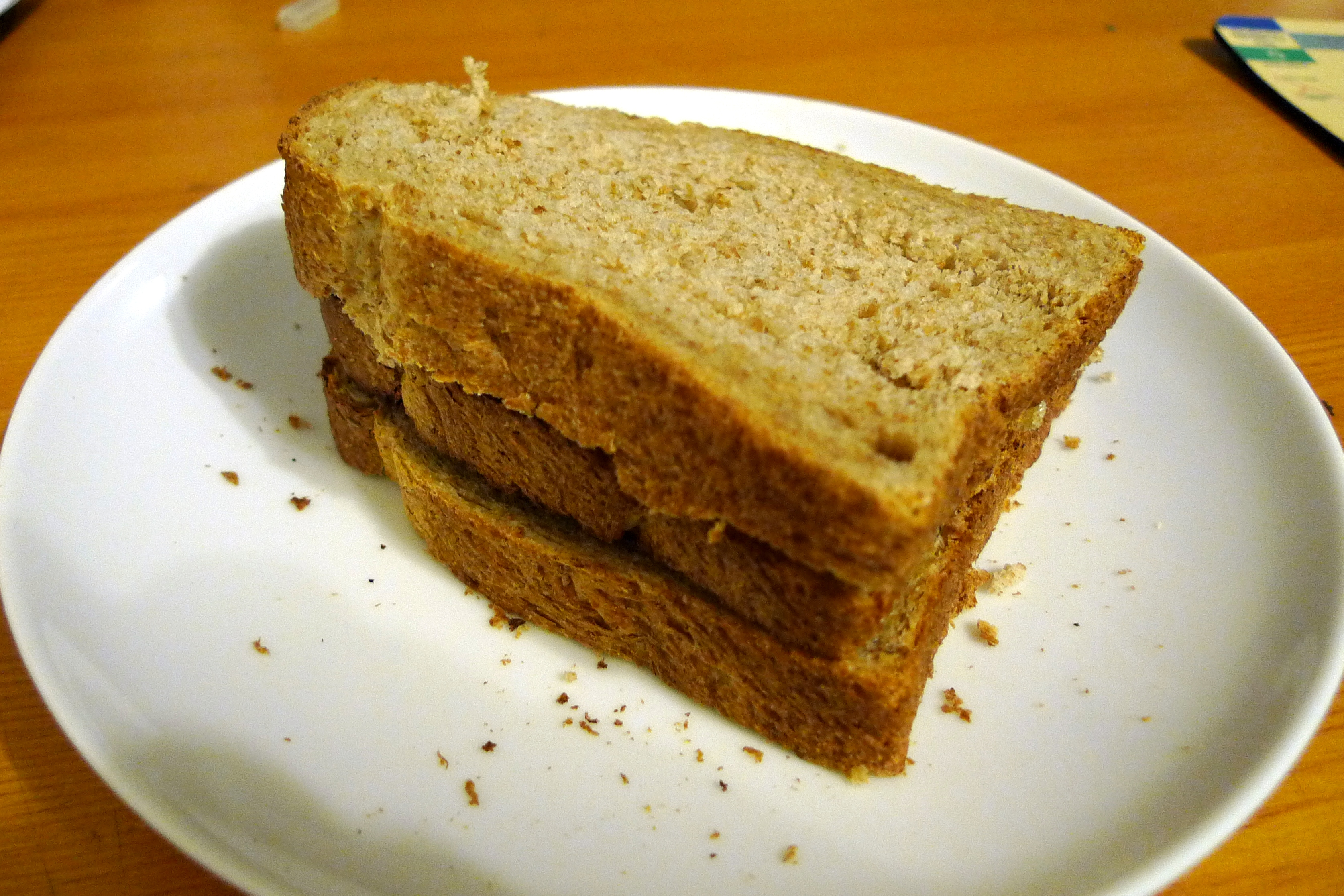
Un toast sandwich.

Un toast sandwich est un sandwich composé d'une tranche de pain grillé placée entre deux tranches de pain beurrées, salées et poivrées. Apparu durant l'époque victorienne, le sandwich revient à la mode au XXIe siècle.

## Composition
Le toast sandwich est composé de deux tranches de pain de mie beurré entourant une tranche de pain grillé, le tout assaisonné avec du sel et du poivre. Le beurre peut également être remplacé par de la margarine.
Une autre version présente des caractéristiques inverses : une tranche de pain non grillé entre deux toast grillés, avec toujours des épices pour assaisonner.
La porte-parole de la British Dietetic Association suggère plusieurs ingrédients qu'il est possible d'ajouter pour améliorer la qualité gustative et nutritionnelle du toast sandwich, comme un œuf au plat, des sardines, ou des légumes frais. Le pain peut également varier, en remplaçant le pain de mie classique par de la ciabatta.

## Historique
Son origine remonte aux années victoriennes : une recette est par exemple incluse dans le livre à succès Mrs Beeton's Book of Household Management (1861) d'Isabella Beeton, qui fait la promotion de ce plat. Il est alors moins bon pour l'organisme en raison de la plus mauvaise qualité du pain à l'époque, le pain actuel bénéficiant de l'ajout de vitamines et minéraux comme le calcium. Malgré tout, Isabella Beeton le présente comme un bon plat pour les invalides, dont le système digestif moins performant rend difficile la consommation de plats élaborés.
En 2011, la Royal Society of Chemistry (RSC) affirme avoir démontré que ce plat est le repas le moins cher qu'il est possible de cuisiner, avec un coût total de 7,5 pence. Elle offre 200 livres à toute personne qui parviendra à préparer un repas pour moins cher. John Emsley, membre de la société, déclare que le toast sandwich est « bon pour vous faire économiser des calories ainsi que de l'argent », car il n'apporte que 330 calories à l'organisme. The Guardian nuance l'affirmation de la RSC et explique qu'il est possible de trouver gratuitement dans la nature de la nourriture plus intéressante gustativement, comme des fruits à coque, des baies, des orties, etc..

## Réception médiatique
La composition de ce sandwich, qui correspond à un « sandwich au pain », est plusieurs fois source de moqueries sur les réseaux sociaux : ce sandwich serait, en lui-même, l'expression d'un pléonasme. De ce fait, ce plat prend une valeur comique.
À l'occasion du concours de la RSC, la porte-parole de la British Dietetic Association déclare que la couverture médiatique entourant le concours « souligne que les gens ont du mal à payer leurs factures et recherchent des alternatives ». Selon elle, il est positif de parler plus des solutions d'alimentation moins coûteuses.